# Malur cua de palla meridional
El malur cua de palla meridional (Stipiturus malachurus) és un ocell de la família dels malúrids (Maluridae).

## Hàbitat i distribució
Habita vegetació baixa, praderies i dunes de les zones costaneres d'Austràlia, des del sud-est de Queensland, cap al sud, a través de l'est de Nova Gal·les del Sud i Victòria fins Tasmània. Sud-est d'Austràlia Meridional.